# NGC 6035
NGC 6035 este o galaxie spirală situată în constelația Hercule. A fost descoperită în 9 iunie 1880 de către Édouard Stephan⁠(d).